# Вахтин, Борис Васильевич
Борис Васильевич Вахтин (31 января 1882, Санкт-Петербург — 12 февраля 1918, Севастополь) - русский морской офицер, капитан 2-го ранга. Участник Первой мировой войны, командир эсминца "Жуткий" и гидрокрейсера "Принцесса Мария". Был судим в 1918 году за действия во время восстания на броненосце «Потёмкин». Выведен вместе с другими офицерами из Севастопольской тюрьмы и убит матросами в ходе самосуда.

## Биография
Родился 31 января 1882 года в Петербурге, третий из четырех сыновей морского офицера, преподавателя Морского кадетского корпуса, впоследствии капитана 1-го ранга Василия Васильевича Вахтина (1841–1905) и Марии Леонидовны (урождённой Борисовой, 1846 – 1926). Всего в семье было 9 детей. Поступил в 1890 году на приготовительное отделение школы К. Мая, а с 1892 по 1895 год учился в реальном училище К. Мая.

### На военной службе
1 мая 1895 года поступил в Морской кадетский корпус. В службе с 1899 года. 1 сентября 1900 года произведен в младшие гардемарины. 6 мая 1902 года Высочайшим приказом по Морскому ведомству № 403 выпущен и произведён по экзамену в мичмана.
Службу проходил на Черноморском флоте  в 32 и 34 флотских экипажах. 28 мая 1902 года вахтенный начальник учебного судна «Березань». 19.09.1902 – вахтенный начальник канонерской лодки «Уралец» в Учебном отряде ЧФ. 24 марта 1903 - вахтенный начальник минного транспорта «Буг». 30.04.1903 – вахтенный начальник и и.д. командира 2-й роты (с 31.10.1903) крейсера «Память Меркурия». С 25.09.1903 – помощник преподавателя Учебной команды строевых квартирмейстеров.
3 сентября 1904 года убыл в Артиллерийский офицерский класс. С 15 апреля 1905 года младший артиллерийский офицер эскадренного броненосца «Три святителя». 20.04.1905 – младший артиллерийский офицер эскадренного броненосца «Князь Потёмкин-Таврический» ЧФ. 25.04.1905 – присвоено звание артиллерийского офицера 2-го разряда. 15.05.1905 – младший артиллерийский офицер эскадренного броненосца «Чесма». 8 июня 1905 – младший артиллерийский офицер эскадренного броненосца «Князь Потёмкин-Таврический» ЧФ.  Во время восстания 14-16. 06. 1905 - ранен матросами эскадренного броненосца «Князь Потёмкин-Таврический» и свезён на берег в Одессе. Получил тяжелые ранения, после выздоровления вернулся на службу. С 27 октября 1905 года продолжил службу на броненосце.
 5.01.- 01.02.1906 - артиллерийский офицер канонерской лодки «Терец». 2 марта 1906 - преподаватель класса комендоров артиллерийской школы УАО ЧФ. 2.04.1906 - произведен в лейтенанты. 7.11.1906 – младший артиллерийский офицер эскадренного броненосца «Императрица Екатерина II». В 1907 году присвоено звание “артиллерийский офицер 1-го разряда”. 24.02.1907 – старший артиллерийский офицер эскадренного броненосца «Двенадцать Апостолов». 27.03.1907 - преподаватель класса комендоров артиллерийской школы УАО ЧФ. С 17 марта 1908 – командующий миноносцем № 272. 22.06.1908 – командующий миноносцем № 265. В Учебном отряде, с 30.09.1908 – преподаватель артиллерийской школы УО ЧФ. 18.08.1909 – заведующий катерами и гребными судами Е.И.В. 15.07.1911 – преподаватель класса унтер-офицеров артиллерийской школы УО ЧФ.
12 ноября 1912 года переведён в Каспийскую отдельную флотскую роту. 29.01.1913 – артиллерийский офицер МКЛ «Карс» Каспийской военной флотилии. 20.02.- 31.12.1913 – и.д. старшего офицера МКЛ «Карс». 6.12.1913 – Приказом № 1229 произведен в старшие лейтенанты. 13.01.1914 – утверждён старшим офицером МКЛ «Карс». 28 мая 1915 года списан в Каспийскую отдельную флотскую роту для командирования в распоряжение штаба флота ЧМ.
Продолжил службу на Черном море. Участник Первой мировой войны. С 5 декабря 1915 года командующий эсминцем «Жуткий». Октябрь – ноябрь 1916 - назначен командиром гидрокрейсера "Принчипесса Мария" (по спискам 1917 года — посыльное судно). 28 июля 1917 года «за отличие по службе» произведён в капитаны 2-го ранга. 

### Гибель
4 (17) января 1918 года Вахтин Б. В. был арестован по приказу Севастопольского военно-революционного комитета. На момент ареста - капитан 2-го ранга, командир гидрокрейсера «Принчипесса Мария», проживал по адресу Севастополь, Нахимовский проспект, №21. 13 (26) января 1918 года Севастопольский революционный трибунал за действия в ходе восстания 1905 года на броненосце «Потёмкин» приговорил его к тюремному заключению (по другим данным оправдал). По семейному преданию при выходе из зала суда он был убит матросами.
В исследованиях о красном терроре в Севастополе фигурирует другая версия - 23 февраля 1918 года комендант Севастопольской тюрьмы выдал заключенных толпе матросов, которые пытали их и, расстреляв, бросили в море. Погибли контр-адмирал Н. Г. Львов, капитан 1-го ранга Ф. Ф. Карказ, капитан 2-го ранга И. Г. Цвингман, старший городовой Синица, полковники крепости Н. А. Шперлинг, Ф. Г. Яновский, капитан 2-го ранга Б. В. Вахтин, лейтенант Г. К. Прокофьев, мичман Л. В. Целицо, поручик И. Н. Доценко.

## Награды
- Орден Св. Станислава 3-й ст. (21.04.1908).
- Орден Св. Анны 3-й ст. (06.12.1911).
- Орден Св. Станислава 2-й ст. (06.12.1914).
- Светло – бронзовая медаль в память 300 – летия Царствования дома Романовых (21.02.1913).
- Медаль «200 лет Гангутской победе» (28.02.1915).
- Золотой знак 200 – летнего юбилея Морского Корпуса (1901).
- Золотой знак в память окончания полного курса наук Морского Корпуса (1910).

## Семья
- первым брак - жена Мария Петровна, урождённая Арнольди. Сыновья – Борис Борисович Вахтин (1907, Санкт-Петербург — 15 марта 1938, полигон Коммунарка) — советский журналист, специальный корреспондент[5] и Юрий Борисович.
- Во втором браке дочь.